# Skilanglauf-Eastern-Europe-Cup 2017/18
Der Skilanglauf-Eastern-Europe-Cup 2017/18 war eine von der FIS organisierte Wettkampfserie, die zum Unterbau des Skilanglauf-Weltcups 2017/18 gehörte. Sie begann am 20. November 2017 in Werschina Tjoi und endete am 28. Februar 2018 in Kononowskaja. Die Gesamtwertung der Männer gewann Stanislaw Wolschenzew; bei den Frauen waren Polina Nekrassowa und Larissa Rjassina erfolgreich.

## Männer

### Resultate
| 1. Eastern-Europe-Cup in Werschina Tjoi, 20. bis 24. November 2017 | 1. Eastern-Europe-Cup in Werschina Tjoi, 20. bis 24. November 2017 | 1. Eastern-Europe-Cup in Werschina Tjoi, 20. bis 24. November 2017 | 1. Eastern-Europe-Cup in Werschina Tjoi, 20. bis 24. November 2017 | 1. Eastern-Europe-Cup in Werschina Tjoi, 20. bis 24. November 2017 |
| ------------------------------------------------------------------ | ------------------------------------------------------------------ | ------------------------------------------------------------------ | ------------------------------------------------------------------ | ------------------------------------------------------------------ |
| Datum                                                              | Disziplin                                                          | Erster Platz                                                       | Zweiter Platz                                                      | Dritter Platz                                                      |
| 20. November 2017                                                  | 10 km klassisch                                                    | Stanislaw Wolschenzew                                              | Sergei Ardaschew                                                   | Jermil Wokujew                                                     |
| 21. November 2017                                                  | Sprint Freistil                                                    | Andrei Parfjonow                                                   | Kirill Vichuzhanin                                                 | Andrey Nekrasov                                                    |
| 23. November 2017                                                  | Sprint klassisch                                                   | Jermil Wokujew                                                     | Sergei Ardaschew                                                   | Andrei Krasnow                                                     |
| 24. November 2017                                                  | 15 km Freistil                                                     | Artjom Nikolajew                                                   | Sergei Turyschew                                                   | Stanislaw Wolschenzew                                              |

| 2. Eastern-Europe-Cup in Syanki, 20. bis 22. Dezember 2017 | 2. Eastern-Europe-Cup in Syanki, 20. bis 22. Dezember 2017 | 2. Eastern-Europe-Cup in Syanki, 20. bis 22. Dezember 2017 | 2. Eastern-Europe-Cup in Syanki, 20. bis 22. Dezember 2017 | 2. Eastern-Europe-Cup in Syanki, 20. bis 22. Dezember 2017 |
| ---------------------------------------------------------- | ---------------------------------------------------------- | ---------------------------------------------------------- | ---------------------------------------------------------- | ---------------------------------------------------------- |
| Datum                                                      | Disziplin                                                  | Erster Platz                                               | Zweiter Platz                                              | Dritter Platz                                              |
| 20. Dezember 2017                                          | Sprint Freistil                                            | Aliaksandr Saladkou                                        | Andrij Orlyk                                               | Aleh Chychykau                                             |
| 21. Dezember 2017                                          | 10 km Freistil                                             | Wesselin Zinsow                                            | Jury Astapenka                                             | Sjarhej Dalidowitsch                                       |
| 22. Dezember 2017                                          | 10 km klassisch                                            | Wesselin Zinsow                                            | Oleksij Krassowskyj                                        | Andrij Orlyk                                               |

| 3. Eastern-Europe-Cup in Krasnogorsk und Moskau, 9. und 11. Februar 2018 | 3. Eastern-Europe-Cup in Krasnogorsk und Moskau, 9. und 11. Februar 2018 | 3. Eastern-Europe-Cup in Krasnogorsk und Moskau, 9. und 11. Februar 2018 | 3. Eastern-Europe-Cup in Krasnogorsk und Moskau, 9. und 11. Februar 2018 | 3. Eastern-Europe-Cup in Krasnogorsk und Moskau, 9. und 11. Februar 2018 |
| ------------------------------------------------------------------------ | ------------------------------------------------------------------------ | ------------------------------------------------------------------------ | ------------------------------------------------------------------------ | ------------------------------------------------------------------------ |
| Datum                                                                    | Disziplin                                                                | Erster Platz                                                             | Zweiter Platz                                                            | Dritter Platz                                                            |
| 9. Februar 2018                                                          | 15 km klassisch                                                          | Maxim Wylegschanin                                                       | Dmitri Japarow                                                           | Alexander Bessmertnych                                                   |
| 11. Februar 2018                                                         | Sprint Freistil                                                          | Gleb Retiwych                                                            | Nikolai Morilow                                                          | Andrei Parfjonow                                                         |

| 4. Eastern-Europe-Cup in Kononowskaja, 24. bis 28. Februar 2018 | 4. Eastern-Europe-Cup in Kononowskaja, 24. bis 28. Februar 2018 | 4. Eastern-Europe-Cup in Kononowskaja, 24. bis 28. Februar 2018 | 4. Eastern-Europe-Cup in Kononowskaja, 24. bis 28. Februar 2018 | 4. Eastern-Europe-Cup in Kononowskaja, 24. bis 28. Februar 2018 |
| --------------------------------------------------------------- | --------------------------------------------------------------- | --------------------------------------------------------------- | --------------------------------------------------------------- | --------------------------------------------------------------- |
| Datum                                                           | Disziplin                                                       | Erster Platz                                                    | Zweiter Platz                                                   | Dritter Platz                                                   |
| 24. Februar 2018                                                | 15 km Freistil                                                  | Artjom Malzew                                                   | Maxim Wylegschanin                                              | Pjotr Sedow                                                     |
| 25. Februar 2018                                                | Sprint klassisch                                                | Gleb Retiwych                                                   | Alexander Panschinski                                           | Andrei Parfjonow                                                |
| 28. Februar 2018                                                | 30 km Skiathlon                                                 | Stanislaw Wolschenzew                                           | Jermil Wokujew                                                  | Konstantin Glawatskich                                          |

### Gesamtwertung Männer
| Rang | Name                  | Punkte |
| ---- | --------------------- | ------ |
| 1.   | Stanislaw Wolschenzew | 448    |
| 2.   | Jermil Wokujew        | 392    |
| 3.   | Andrei Parfjonow      | 256    |
| 4.   | Artjom Nikolajew      | 240    |
| 5.   | Wesselin Zinsow       | 215    |
| 6.   | Gleb Retiwych         | 200    |
| 7.   | Sergei Ardaschew      | 196    |
| 8.   | Andrij Orlyk          | 190    |
| 8.   | Maxim Wylegschanin    | 190    |
| 10.  | Oleksij Krassowskyj   | 165    |

| Rang | Name                   | Punkte |
| ---- | ---------------------- | ------ |
| 11.  | Andrei Krasnow         | 157    |
| 12.  | Dmitri Japarow         | 146    |
| 12.  | Sergei Turyschew       | 146    |
| 14.  | Vladimir Frolov        | 145    |
| 15.  | Artjom Malzew          | 140    |
| 16.  | Alexander Bessmertnych | 130    |
| 17.  | Andrey Feller          | 121    |
| 18.  | Nikolai Morilow        | 120    |
| 19.  | Aliaksandr Saladkou    | 116    |
| 20.  | Pjotr Sedow            | 110    |

| Rang | Name               | Punkte |
| ---- | ------------------ | ------ |
| 21.  | Jewgeni Below      | 107    |
| 21.  | Kirill Vichuzhanin | 107    |
| 23.  | Pawel Petrow       | 101    |
| 24.  | Aljaksandr Woranau | 98     |
| 25.  | Michail Sosnin     | 97     |
| 26.  | Alexey Shemiakin   | 95     |
| 27.  | Aleh Chychykau     | 93     |
| 28.  | Egor Kazarinov     | 90     |
| 29.  | Alexander Utkin    | 85     |
| 30.  | Jury Astapenka     | 84     |

## Frauen

### Resultate
| 1. Eastern-Europe-Cup in Werschina Tjoi, 20. bis 24. November 2017 | 1. Eastern-Europe-Cup in Werschina Tjoi, 20. bis 24. November 2017 | 1. Eastern-Europe-Cup in Werschina Tjoi, 20. bis 24. November 2017 | 1. Eastern-Europe-Cup in Werschina Tjoi, 20. bis 24. November 2017 | 1. Eastern-Europe-Cup in Werschina Tjoi, 20. bis 24. November 2017 |
| ------------------------------------------------------------------ | ------------------------------------------------------------------ | ------------------------------------------------------------------ | ------------------------------------------------------------------ | ------------------------------------------------------------------ |
| Datum                                                              | Disziplin                                                          | Erster Platz                                                       | Zweiter Platz                                                      | Dritter Platz                                                      |
| 20. November 2017                                                  | 5 km klassisch                                                     | Swetlana Nikolajewa                                                | Larissa Rjassina                                                   | Polina Nekrassowa                                                  |
| 21. November 2017                                                  | Sprint Freistil                                                    | Tatjana Aljoschina                                                 | Polina Kowaljowa                                                   | Evgenia Oschepkova                                                 |
| 23. November 2017                                                  | Sprint klassisch                                                   | Polina Nekrassowa                                                  | Maria Davydenkova                                                  | Polina Kowaljowa                                                   |
| 24. November 2017                                                  | 10 km Freistil                                                     | Darja Storoschilowa                                                | Larissa Rjassina                                                   | Maria Yakunina                                                     |

| 2. Eastern-Europe-Cup in Syanki, 20. bis 22. Dezember 2017 | 2. Eastern-Europe-Cup in Syanki, 20. bis 22. Dezember 2017 | 2. Eastern-Europe-Cup in Syanki, 20. bis 22. Dezember 2017 | 2. Eastern-Europe-Cup in Syanki, 20. bis 22. Dezember 2017 | 2. Eastern-Europe-Cup in Syanki, 20. bis 22. Dezember 2017 |
| ---------------------------------------------------------- | ---------------------------------------------------------- | ---------------------------------------------------------- | ---------------------------------------------------------- | ---------------------------------------------------------- |
| Datum                                                      | Disziplin                                                  | Erster Platz                                               | Zweiter Platz                                              | Dritter Platz                                              |
| 20. Dezember 2017                                          | Sprint Freistil                                            | Daria Blashko                                              | Maryna Anzybor                                             | Waljanzina Kaminskaja                                      |
| 21. Dezember 2017                                          | 5 km Freistil                                              | Maryna Anzybor                                             | Walentyna Schewtschenko                                    | Tetjana Antypenko                                          |
| 22. Dezember 2017                                          | 5 km klassisch                                             | Tetjana Antypenko                                          | Walentyna Schewtschenko                                    | Maryna Anzybor                                             |

| 3. Eastern-Europe-Cup in Krasnogorsk und Moskau, 9. und 11. Februar 2018 | 3. Eastern-Europe-Cup in Krasnogorsk und Moskau, 9. und 11. Februar 2018 | 3. Eastern-Europe-Cup in Krasnogorsk und Moskau, 9. und 11. Februar 2018 | 3. Eastern-Europe-Cup in Krasnogorsk und Moskau, 9. und 11. Februar 2018 | 3. Eastern-Europe-Cup in Krasnogorsk und Moskau, 9. und 11. Februar 2018 |
| ------------------------------------------------------------------------ | ------------------------------------------------------------------------ | ------------------------------------------------------------------------ | ------------------------------------------------------------------------ | ------------------------------------------------------------------------ |
| Datum                                                                    | Disziplin                                                                | Erster Platz                                                             | Zweiter Platz                                                            | Dritter Platz                                                            |
| 9. Februar 2018                                                          | 10 km klassisch                                                          | Polina Kalsina                                                           | Marija Guschtschina                                                      | Larissa Rjassina                                                         |
| 11. Februar 2018                                                         | Sprint Freistil                                                          | Natalja Matwejewa                                                        | Polina Nekrassowa                                                        | Maria Davydenkova                                                        |

| 4. Eastern-Europe-Cup in Kononowskaja, 24. bis 28. Februar 2018 | 4. Eastern-Europe-Cup in Kononowskaja, 24. bis 28. Februar 2018 | 4. Eastern-Europe-Cup in Kononowskaja, 24. bis 28. Februar 2018 | 4. Eastern-Europe-Cup in Kononowskaja, 24. bis 28. Februar 2018 | 4. Eastern-Europe-Cup in Kononowskaja, 24. bis 28. Februar 2018 |
| --------------------------------------------------------------- | --------------------------------------------------------------- | --------------------------------------------------------------- | --------------------------------------------------------------- | --------------------------------------------------------------- |
| Datum                                                           | Disziplin                                                       | Erster Platz                                                    | Zweiter Platz                                                   | Dritter Platz                                                   |
| 24. Februar 2018                                                | 10 km Freistil                                                  | Marija Istomina                                                 | Larissa Rjassina                                                | Jelena Soboljowa                                                |
| 25. Februar 2018                                                | Sprint klassisch                                                | Natalja Matwejewa                                               | Jewgenija Schapowalowa                                          | Polina Nekrassowa                                               |
| 28. Februar 2018                                                | 15 km Skiathlon                                                 | Polina Kalsina                                                  | Jana Kirpitschenko                                              | Olga Zarjowa                                                    |

### Gesamtwertung Frauen
| Rang | Name                  | Punkte |
| ---- | --------------------- | ------ |
| 1.   | Polina Nekrassowa     | 386    |
| 1.   | Larissa Rjassina      | 386    |
| 3.   | Maria Davydenkova     | 306    |
| 4.   | Polina Kalsina        | 272    |
| 5.   | Tatjana Aljoschina    | 266    |
| 6.   | Olga Zarjowa          | 259    |
| 7.   | Maryna Anzybor        | 240    |
| 8.   | Marina Tschernoussowa | 229    |
| 9.   | Natalja Matwejewa     | 226    |
| 10.  | Swetlana Nikolajewa   | 225    |

| Rang | Name                    | Punkte |
| ---- | ----------------------- | ------ |
| 11.  | Walentyna Schewtschenko | 210    |
| 12.  | Anastassija Wlassowa    | 208    |
| 13.  | Marija Guschtschina     | 204    |
| 14.  | Polina Kowaljowa        | 196    |
| 15.  | Tetjana Antypenko       | 192    |
| 16.  | Evgenia Oschepkova      | 167    |
| 16.  | Irina Kovalenko         | 157    |
| 18.  | Jana Kirpitschenko      | 148    |
| 19.  | Marija Istomina         | 146    |
| 20.  | Waljanzina Kaminskaja   | 145    |

| Rang | Name                   | Punkte |
| ---- | ---------------------- | ------ |
| 20.  | Kateryna Serdjuk       | 145    |
| 20.  | Jewgenija Schapowalowa | 145    |
| 23.  | Daria Blashko          | 140    |
| 24.  | Darja Storoschilowa    | 120    |
| 24.  | Anastassija Wlassowa   | 120    |
| 26.  | Diliara Sabirzianova   | 114    |
| 27.  | Anna Povolieva         | 113    |
| 28.  | Julija Krol            | 111    |
| 28.  | Jelena Soboljowa       | 111    |
| 30.  | Wiktorija Olech        | 92     |